# 工学倫理
工学倫理（こうがくりんり）とは技術者が社会に対して果たすべき倫理的義務、あるいはそれをまとめた学問体系を指す。

## 一般原則

### 社会に対する義務
以下に抜粋するように工学に関係するほとんどの組織で、技術者が最重要視するべき事項に公共の安全と福祉が規定されている。
- 米国電気電子学会(IEEE): メンバーは倫理的行動を約束することと公衆または環境に対するリスク要因の開示が規定されている[1]。
- イギリス土木学会: 公益(環境、人類の遺産、将来世代の健康)を最優先する義務が規定されている[2]。
- アメリカ専門技術者協会(NSPE): 技術者は公衆の安全、健康、福祉を最優先するよう規定されている[3]。
- 米国機械学会: 技術者は公衆の安全、健康、福祉を最優先するよう規定されている[4]。

## ケーススタディ
日本国外の事例
- ゼネラルモーターズの大規模リコール
- コロンビア号事故
- チャレンジャー号事故
- セラック25の事故
- チェルノブイリ原子力発電所事故
- ボパール災害
- ハイアットリージェンシー空中通路落下事故
- ラブキャナル事件（英語版）
- スリーマイル島原発事故
- シティグループ・センター
- フォード・ピントの安全性に関する問題
- アベルヴァンの惨事
- ボストン糖蜜災害
- ケベック橋の崩壊
- ジョンズタウン洪水
- テイ橋の崩壊

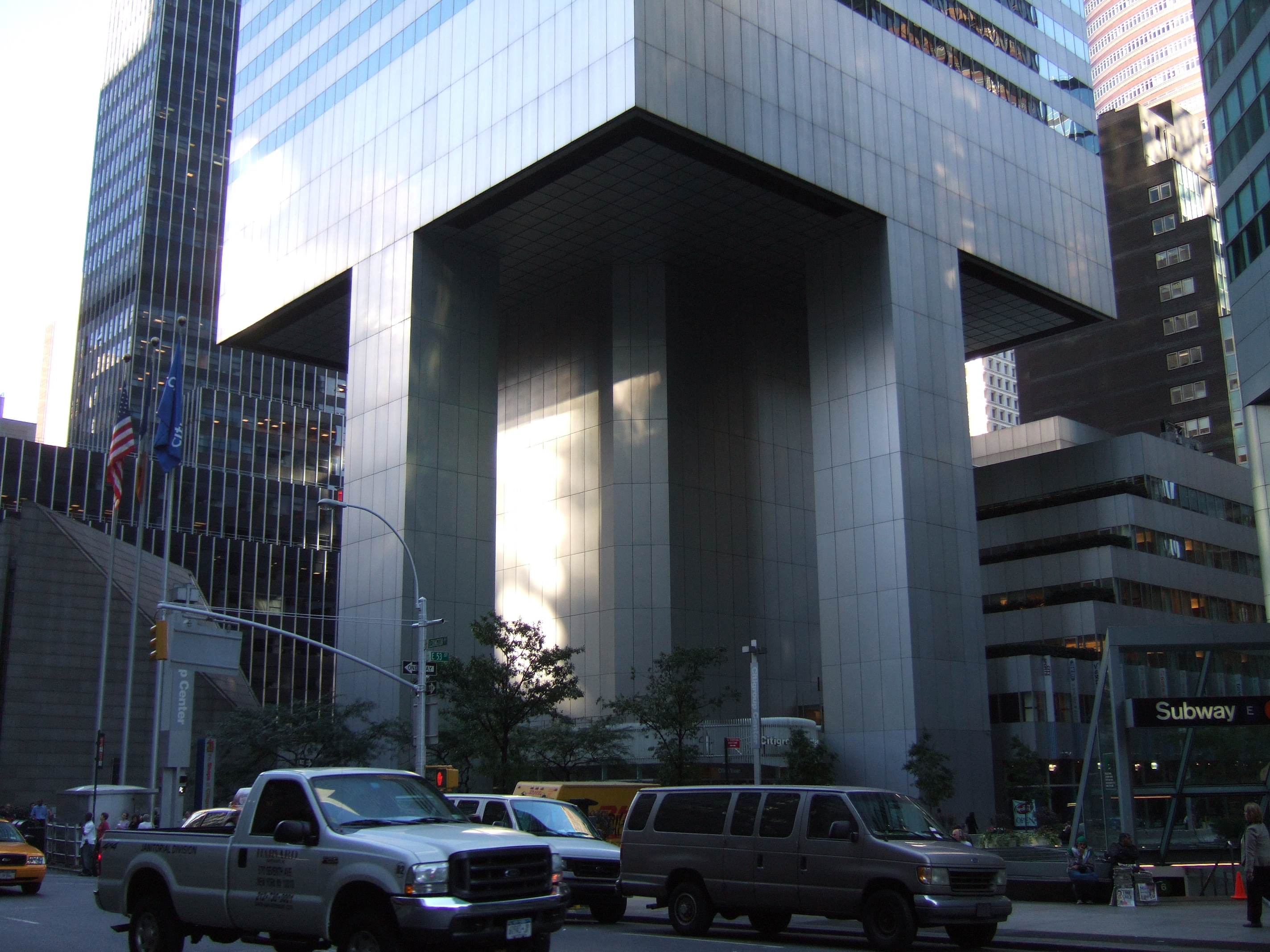
シティグループ・センターの設計上の欠陥に対する対応は倫理的行動の例として引用される

- ディープウォーター・ホライズン原油流出事故

日本国内の事例
- 笹子トンネル天井板落下事故(2012)
- 耐震偽装問題(2005)
- 六本木ヒルズ森タワーの回転ドア事故(2004)
- シンドラーエレベータにおける事故・不具合(2000年代)
- 三菱リコール隠し(2000)
- 東海村JCO臨界事故(1999)
- もんじゅにおけるナトリウム漏れ事故(1995)
- 信楽高原鐵道列車衝突事故(1991)
- ナイロンザイル事件(1955)
- 水俣病(1950年代～)